# DJ Irwan
DJ Irwan, artiestennaam van Irwan Kartosen, (Amstelveen, 26 juni 1980) is een Nederlandse dj, muziekproducent en zanger. Hij was een van de oprichters van The Partysquad en maakte van 1998 tot en met 2003 deel uit van de formatie. Na die periode ging hij als solo artiest verder. DJ Irwan wordt gezien als een van de grondleggers van de muziekstijl ‘Urban Eclectic’, het mixen van verschillende stijlen met als basis hiphop en r&b.

## Carrière
Irwan deed vwo aan het Keizer Karel College in Amstelveen. Vervolgens studeerde hij Information Science aan de Universiteit van Amsterdam. Door het intensieve draaischema en de veelvuldige optredens in het buitenland koos hij ervoor om te stoppen met de opleiding en zich volledig te richten op zijn dj-carrière.

### 1995: begin carrière
Op 15-jarige leeftijd draaide Irwan op de Asian Parties in de RoXY te Amsterdam.

### 1998-2003: The Partysquad
In 1998 werd hij resident DJ in The Goldfinger, Rosmalen op de toen een van de meest populaire hiphop/r&b-avonden van Nederland en resident DJ van Club Margaritas in Amsterdam. In Club Margaritas stond hij wekelijks met DJ Jerry en MC Ruben aan zijn zijde, wat uiteindelijk resulteerde in de driemansformatie The Partysquad. Als groep toerden de mannen door Nederland, België en Duitsland. Daarnaast werd Irwan in deze periode ook regelmatig als gast-dj uitgenodigd in El Cubanito, toentertijd een begrip in Zürich (Zwitserland).

### 2003: solocarrière en nominaties
Irwan besloot in het jaar 2003 The Partysquad te verlaten en zijn eigen weg in te slaan. Irwan was bezig met zijn studie Information Science aan de Universiteit van Amsterdam en wilde daar iets meer focus op leggen. De laatste officiële show van The Partysquad in deze samenstelling was tijdens Innercity 2003 in de RAI in Amsterdam. Naarmate de muziekstijl urban steeds populairder werd kreeg Irwans carrière een boost. Zo werd hij o.a. gevraagd voor festivals zoals Dance Valley, Mysteryland, de Fast Forward Dance Parade en stond hij op vrijwel alle grote urban clubevents in het land. Vanaf het jaar 2005 werd Irwan ook langzaam opgemerkt in Zuidoost-Azië, wat resulteerde dat hij daar steeds vaker werd gevraagd en International resident DJ van Zouk Club Kuala Lumpur (Maleisië) werd.

### Vanaf 2010: optredens en samenwerkingen met internationale artiesten
2010 stond in het teken van samenwerkingen en optredens met internationale sterren, waaronder Justin Timberlake, Janet Jackson, Rihanna en Beyonce (Destiny’s Child) en stond hij in het voorprogramma voor concerten/clubshows van o.a. Chris Brown, Drake, 50Cent, Ne-Yo, Flo Rida, Trey Songz, French Montana, Rita Ora en Sean Paul. R&b-zanger Keith Sweat vroeg Kartosen in datzelfde jaar, een mixtape project samen te doen, wat resulteerde in de The Sweat Hotel . In datzelfde jaar kwam het nummer 'That Money' uit, met rapper Lil Wayne.
Ook in eigen land kan hij rekenen op samenwerkingen, waaronder met de gelegenheidsformatie Ladies of Soul, die hem in 2015 uitnodigde om in alle 3 de uitverkochte shows van de 5 dames in de Ziggo Dome Amsterdam een gastoptreden te doen.
In 2016 was Irwan de tour-dj van Chris Brown voor de 12 shows van zijn Europese clubtour. Zij gingen o.a. naar Barcelona, Milaan, Madrid en Lissabon. In datzelfde jaar werd Kartosen ook genomineerd in de categorie Best DJ (van Nederland) voor de FunX Music Awards 2016. Maar won zijn collega Dyna de prijs, maar zei hij tijdens de uitreiking, dat hij vond dat Irwan de prijs eigenlijk had moeten winnen. In 2017 debuteerde Irwan op Ultra Music Festival in Japan en had hij zijn eigen stage tijdens de grootste festival op zee in Azië, It's the Ship.
Een jaar na zijn debuut stond Irwan wederom op Ultra en stond hij 3 jaar na zijn eerste samenwerking met de dames weer als gastartiest naast de Ladies of Soul in de Ziggo Dome.

## Discografie
| Jaar | Single                               |                                                  | Opmerkingen                                                                              |
| ---- | ------------------------------------ | ------------------------------------------------ | ---------------------------------------------------------------------------------------- |
| 2009 | Ik ben de sh*t                       | DJ Irwan ft Fouradi, Gio, Sjaak, Phatt & Kempi   |                                                                                          |
| 2010 | That Money                           | DJ Irwan ft Lil Wayne                            |                                                                                          |
| 2011 | Don't Leave                          | Sidney Samson ft. DJ Irwan                       | unreleased                                                                               |
| 2013 | Pump Up The Volume                   | Artistic Raw & DJ Irwan                          |                                                                                          |
| 2015 | Just The Two Of Us                   | Childsplay x DJ Irwan                            |                                                                                          |
| 2017 | Nobody Told Me (DJ Irwan remix)      | Sunnery James & Ryan Marciano                    | Uitgebracht op de officiële Sunnery James & Ryan Marciano "Nobody Told Me" remixes album |
| 2018 | Candy & Friends Fissa Medley         | Ladies of Soul, Candy Dulfer, Neon, DJ Irwan     | Uitgebracht op de 'Ladies of Soul Live at the Ziggo Dome 2018' album                     |
| 2018 | Wip Wap (Oh My Festival 2018 anthem) | DJ Irwan, Ghetto Flow, Kaliwboy ft Kempi, FRNKIE | #1 in de Spotify Viral Charts NL                                                         |

| Jaar | Mixtapes                    | Opmerkingen                                                                         |
| ---- | --------------------------- | ----------------------------------------------------------------------------------- |
| 2010 | The Sweat Hotel Mixtape     | Samenwerking met Keith Sweat                                                        |
| 2013 | BAD - The Mixtape           | Michael Jackson tribute                                                             |
| 2015 | One In The Air - Episode 01 | In opdracht van KLM gemaakt voor hun onboard media systeem (long-haul flights only) |
| 2015 | One In The Air - Episode 02 | In opdracht van KLM gemaakt voor hun onboard media systeem (long-haul flights only) |
| 2017 | FunX Xchart YearMix 2016    | Jaar mix in opdracht van radiostation FunX                                          |
| 2017 | 2Pac Bday Mini Mix          | 2Pac tribute                                                                        |
| 2017 | Chris Brown Mini-Mix        | In opdracht van radiostation FunX                                                   |

## Nominaties
| Naam                                      | Jaar | Titel               |             |
| ----------------------------------------- | ---- | ------------------- | ----------- |
| Dutch MOBO Awards (Music of Black Origin) | 2003 | Best Urban DJ       | Genomineerd |
| Dutch MOBO Awards (Music of Black Origin) | 2004 | Best Urban DJ       | Genomineerd |
| Dutch Urban Awards                        | 2005 | Best Urban DJ       | Genomineerd |
| PP2G Awards                               | 2006 | Beste Urban Club DJ | Genomineerd |
| FunX Music Awards                         | 2016 | Best DJ (Nederland) | Genomineerd |